# Флаг сельского поселения Радужное
Флаг муниципального образования «Сельское поселение Ра́дужное» Коломенского муниципального района Московской области Российской Федерации.
Флаг утверждён 26 января 2009 года и внесён в Государственный геральдический регистр Российской Федерации с присвоением регистрационного номера 4696.
Флаг является официальным символом сельского поселения Радужное.

## Описание
«Прямоугольное белое полотнище с отношением ширины к длине 2:3, несущее посередине вертикальную голубую полосу в 1/5 длины полотнища; по восходящей диагонали полотнище перекрывает радуга, воспроизведённая как выгнутая составная полоса (из пяти равных по ширине продольных узких полос) общей шириной в 1/3 ширины полотнища; ниже радуги на голубой полосе расположено изображение белой капители колонны, увенчанной жёлтой короной».

## Обоснование символики
Флаг составлен на основе герба сельского поселения Радужное по правилам и соответствующим традициям вексиллологии и отражает исторические, культурные, социально-экономические, национальные и иные местные традиций.
Основной фигурой флага сельского поселения Радужное является радуга — гласный символ названия поселения. Само название центра поселения посёлка Радужный, сформированного в 60-х годах XX века, эмоционально положительное. Радуга является символом предзнаменования хороших событий, символом радости, небесной лёгкости, красоты природы.
Голубой столб — символ реки Москвы, на берегах которой расположено сельское поселение.
Коронованная капитель колонны указывает на принадлежность сельского поселения Радужное территории Коломенского муниципального района, на флаге которого также изображена колонна, что подчёркивает общность интересов и историческое единство двух самостоятельных муниципальных образований. Колонна — символ опоры, стабильности и уверенности.
Белый цвет (серебро) — символ чистоты, ясности, открытости, божественной мудрости, примирения.
Голубой цвет (лазурь) — символ возвышенных устремлений, искренности, преданности, возрождения.
Красный цвет — символ труда, мужества, жизнеутверждающей силы, красоты и праздника.
Жёлтый цвет (золото) — символ высшей ценности, величия, великодушия, богатства, урожая.
Зелёный цвет символизирует весну, здоровье, природу, надежду.
Малиновый цвет (пурпур) — символизирует власть, почёт, благородство происхождения, древность.